# Revokation
Revokation (engelska: recall election) innebär att ett antal röstberättigade väljare har rätt att avsätta en ämbetsinnehavare genom ett extrainsatt val.

## Direkt demokrati
Rätten till revokation hör till direktdemokrati och har sitt ursprung i den atenska demokratin. Revokation var ett av de viktigaste direktdemokratiska krav som framfördes av den progressiva rörelsen i USA i slutet av 1800-talet och i början av 1900-talet. Revokation förekommer i vissa amerikanska delstater och i den kanadensiska provinsen British Columbia. I Venezuela existerar fenomenet på nationsnivån.

## Historiska exempel
I USA:s historia har två guvernörer blivit avsatta genom ett extrainsatt val. Lynn Frazier avsattes 1921 i North Dakota och Ragnvald A. Nestos valdes till ny guvernör. I Kalifornien avsattes Gray Davis år 2003 och Arnold Schwarzenegger vann det extrainsatta guvernörsvalet.